# Ludmilla
A Ludmilla szláv eredetű női név, jelentése: a kedvelt, szeretett, népszerű.

## Rokon nevek
- Milica:[1] a -mil- névelemet tartalmazó szláv nevek önállósult beceneve.[3]
- Milla:[1] a -mil- névelemet tartalmazó neveknek a szláv nyelvekbeli Mila rövidüléséből származik.[3]

Milka

## Gyakorisága
Az 1990-es években a Ludmilla, Milica és Milla szórványos név, a 2000-es években nem szerepelnek a 100 leggyakoribb női név között.

## Névnapok
Ludmilla
- szeptember 16.[2][2]
- szeptember 17.[2][2]

Milica
- szeptember 16.[3]

Milla
- július 18.[3]

## Híres Ludmillák, Milicák, Millák
- Ljudmila Grigorjevna Posztnova orosz kézilabdázó
- Ljudmila Gurcsenko, szovjet filmszínésznő
- Ljudmila Jevgenyjevna Ulickaja kortárs orosz író
- Szent Ludmilla vértanú, Csehország védőszentje
- Milica Nikolajevna Petrović-Njegoš montenegrói királyi hercegnő, házassága révén orosz nagyhercegné.

## Érdekességek
- A DR 130 sorozatú dízelmozdonyoknak szintén Ludmilla volt a becenevük az orosz származásuk miatt.